# ديفداس (فلم هندي)
ديفداس (بالإنجليزية: Devdas) هو فيلم هندي رومانسي من بطولة شاروخان وأيشواريا راي ومادهوري ديكسيت ومن إخراج سانجاي ليلا بهنسالي كما قام سانجاي بكتابة سيناريو الفيلم، أنتج الفيلم عام 2002 واعتمد على رواية شارات تشاندرا تشاتوبادياي سنة 1970 والتي تحمل نفس الاسم ديفداس.

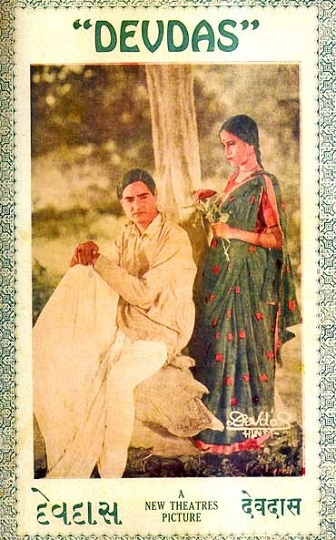
ملصق فيلم ديفداس سنة 1935

## القصة
تبدأ أحداث الفيلم مع عودة ديفداس شاروخان ويستعيد مع الفتاة بارو ايشواريا راي ذكريات الطفولة. تصر والدة ديفداس أن يعصب جميع من في المنزل أعينهم لحظة وصول ديفداس لتكون هي أول من يشاهده لكنها تغضب عندما تعلم أن ديفداس ذهب ليرى حبيبته بارو التي من الواضح أنهما سيتزوجان قريبا. فرقت زوجة أخ ديفداس بين الحبيبين بذكر بارو ووالدتها بسوء أمام الجميع فتقرر الأم تزويجها برجل أغنى من عائلتها. يهجر ديفداس البيت ويعيش حياة الضياع ويعود يوم زفاف بارو لكنها لم ترغب بالهرب معه لتخليه عنها من قبل ويعدها ديفداس بالموت أمام بيتها.

## روابط خارجية
- مقالات تستعمل روابط فنية بلا صلة مع ويكي بيانات